# Belinda Bromilow
Belinda Bromilow (Perth, 21 maggio 1975) è un'attrice australiana.

## Biografia
Nata a Perth, Belinda Bromilow ha studiato recitazione alla Western Australian Academy of Performing Arts e ha fatto il suo esordio come attrice nel 2001 nella serie televisiva All Saints. Da allora ha recitato assiduamente sul piccolo schermo, interpretando ruoli ricorrenti nelle serie televisive australiane Packed to the Rafters e Re di cuori. A livello internazionale è nota soprattutto per la sua interpretazione nel ruolo di Elisabetta di Russia in The Great.
È sposata con Tony McNamara e la coppia ha avuto due figli.

## Filmografia parziale

### Cinema
- Felony, regia di Matthew Saville (2013)

### Televisione
- All Saints – serie TV, 1 episodio (2001)
- Le sorelle McLeod (McLeod's Daughters) – serie TV, 1 episodio (2003)
- Packed to the Rafters – serie TV, 7 episodi (2009-2010)
- Re di cuori (Doctor Doctor) – serie TV, 48 episodi (2016-2021)
- Rake – serie TV, 1 episodio (2018)
- The Great – serie TV, 30 episodi (2020-2023)

### Doppiaggio
- Happy Feet, regia di George Miller (2006)

## Doppiatrici italiane
- Maddalena Vadacca in The Great